# Госкомцен СССР
Государственный комитет цен Совета Министров СССР (Государственный комитет СССР по ценам) — один из органов государственного управления в СССР; был образован в 1969 году, ликвидирован — в апреле 1991. Его преемником стал Межреспубликанский комитет по ценам при Министерстве экономики и прогнозирования СССР (1991—1992).

## Предыдущие названия и подчиненность
- 11 октября 1931 — 1 апреля 1932 — Комитет цен при СТО СССР[3]
- 1 апреля 1932 — 25 августа 1934 — Комитет товарных фондов и регулирования торговли при СТО СССР[3]
- 4 мая 1958 — 8 июля 1965 — Бюро цен при Госплане СССР[4][5]
- 8 июля 1965 — 30 декабря 1969 — Государственный комитет цен при Госплане СССР[5][6]
- 30 декабря 1969 — 5 июля 1978 — Государственный комитет цен Совета Министров СССР[6][7]
- 5 июля 1978 — 1 апреля 1991 — Государственный комитет СССР по ценам[7][8][9]

## Статус
Государственный комитет цен Совета Министров СССР (с 1978 — Государственный комитет СССР по ценам) являлся союзно-республиканским органом, осуществлявшим руководство работой по ценообразованию и обеспечивающим единство политики цен в стране и контроль за соблюдением государственной дисциплины в этой области.

## Главные задачи
- Проведение единой политики цен во всех звеньях народного хозяйства
- Совершенствование системы оптовых, розничных, закупочных и других цен, а также методов ценообразования, более точное отражение в ценах общественно необходимых затрат труда, усиление воздействия цен на технический прогресс, на повышение качества и надежности продукции и обновление ее ассортимента, на обеспечение оптимальных пропорций в развитии отдельных отраслей производства и на снижение издержек производства и обращения в народном хозяйстве
- Анализ действующих соотношений между закупочными, оптовыми и розничными ценами, а также между ценами и тарифами в народном хозяйстве и разработка необходимых предложений по этим вопросам
- Обеспечение планомерности в практике ценообразования, необходимой стабильности цен и тарифов и своевременного пересмотра их по мере изменения условий производства и реализации отдельных видов продукции и услуг
- Устранение необоснованного множества цен на однородную продукцию и разнобоя в ценах на одинаковые изделия
- Укрепление государственной дисциплины в области установления и применения цен и тарифов, повышение эффективности государственного и общественного контроля за соблюдением цен и тарифов
- Методологическое руководство работой по установлению и применению цен и тарифов в народном хозяйстве, а также координация деятельности министерств и ведомств СССР, республиканских и местных органов по вопросам ценообразования и контроля за соблюдением государственной дисциплины в этой области

## Компетенция
- См. постановление Центрального Комитета КПСС и Совета Министров СССР от 17.07.1987 № 820 «Об основных направлениях перестройки системы ценообразования в условиях нового хозяйственного механизма».

## Структура

### Председатели Государственного комитета цен при Госплане СССР
- 1965—1969 — Ситнин, Владимир Ксенофонтович

### Председатели Госкомцен СССР
- 1970—1974 — Ситнин, Владимир Ксенофонтович
- 1975—1986 — Глушков, Николай Тимофеевич
- 1986—1989 — Павлов, Валентин Сергеевич
- 1989—1991 — Сенчагов, Вячеслав Константинович

### Организации при Госкомцен СССР
- Научно-исследовательский институт по ценообразованию (1967—1991)
- Издательство Прейскурантиздат